# Ле-Мені-Ренфре
Ле-Мені́-Ренфре́ (фр. Le Mesnil-Rainfray) — колишній муніципалітет у Франції, у регіоні Нормандія, департамент Манш. Населення — 244 осіб (2011).
Муніципалітет був розташований на відстані близько 260 км на захід від Парижа, 80 км на південний захід від Кана, 50 км на південь від Сен-Ло.

## Історія
До 2015 року муніципалітет перебував у складі регіону Нижня Нормандія. Від 1 січня 2016 року належав до нового об'єднаного регіону Нормандія.
1 січня 2017 року Ле-Мені-Ренфре, Ла-Базож, Бельфонтен, Шассгеї, Шерансе-ле-Руссель, Жувіньї-ле-Тертр i Ле-Мені-Тов було об'єднано в новий муніципалітет Жувіньї-ле-Валле.

## Демографія
Динаміка населення (INSEE ):
Розподіл населення за віком та статтю (2006):
| Стать | Всього | До 15 років | 15-24 | 25-44 | 45-64 | 65-85 | Понад 85 |
| --- | ------ | ----------- | ----- | ----- | ----- | ----- | -------- |
| Чоловіки | 148    | 36          | 12    | 28    | 40    | 32    | 0        |
| Жінки | 112    | 8           | 4     | 24    | 20    | 52    | 4        |
| \| Статево-вікова піраміда \| Статево-вікова піраміда \| Статево-вікова піраміда \| \| ----------------------- \| ----------------------- \| ----------------------- \| \| Чоловіки \| Вік \| Жінки \| \| 0 \| 85 + \| 4 \| \| 12 \| 80-84 \| 8 \| \| 4 \| 75-79 \| 12 \| \| 12 \| 70-74 \| 12 \| \| 4 \| 65-69 \| 20 \| \| 8 \| 60-64 \| 0 \| \| 4 \| 55-59 \| 0 \| \| 24 \| 50-54 \| 12 \| \| 4 \| 45-49 \| 8 \| \| 8 \| 40-44 \| 0 \| \| 8 \| 35-39 \| 12 \| \| 4 \| 30-34 \| 0 \| \| 8 \| 25-29 \| 12 \| \| 0 \| 20-24 \| 0 \| \| 12 \| 15-20 \| 4 \| \| 12 \| 10-14 \| 4 \| \| 8 \| 5-9 \| 4 \| \| 16 \| 0-4 \| 0 \| |        |             |       |       |       |       |          |
| Статево-вікова піраміда |        |             |       |       |       |       |          |
| Чоловіки | Вік    | Жінки       |       |       |       |       |          |
| 0 | 85 +   | 4           |       |       |       |       |          |
| 12 | 80-84  | 8           |       |       |       |       |          |
| 4 | 75-79  | 12          |       |       |       |       |          |
| 12 | 70-74  | 12          |       |       |       |       |          |
| 4 | 65-69  | 20          |       |       |       |       |          |
| 8 | 60-64  | 0           |       |       |       |       |          |
| 4 | 55-59  | 0           |       |       |       |       |          |
| 24 | 50-54  | 12          |       |       |       |       |          |
| 4 | 45-49  | 8           |       |       |       |       |          |
| 8 | 40-44  | 0           |       |       |       |       |          |
| 8 | 35-39  | 12          |       |       |       |       |          |
| 4 | 30-34  | 0           |       |       |       |       |          |
| 8 | 25-29  | 12          |       |       |       |       |          |
| 0 | 20-24  | 0           |       |       |       |       |          |
| 12 | 15-20  | 4           |       |       |       |       |          |
| 12 | 10-14  | 4           |       |       |       |       |          |
| 8 | 5-9    | 4           |       |       |       |       |          |
| 16 | 0-4    | 0           |       |       |       |       |          |

## Економіка
2010 року серед 154 осіб працездатного віку (15—64 років) 98 були активними, 56 — неактивними (показник активності 63,6%, у 1999 році було 68,1%). З 98 активних мешканців працювало 90 осіб (57 чоловіків та 33 жінки), безробітними було 8 (5 чоловіків та 3 жінки). Серед 56 неактивних 8 осіб було учнями чи студентами, 29 — пенсіонерами, 19 були неактивними з інших причин.

У 2010 році в муніципалітеті числилось 102 оподатковані домогосподарства, у яких проживали 222,0 особи, медіана доходів виносила 13 495 євро на одного особоспоживача